# Hellmut H. Schmid
Hellmut Heinrich Schmid (12 de septiembre de 1914-27 de abril de 1998) fue un eminente geodesta nacido en Alemania, donde se desarrolló el comienzo de su carrera dedicado a la aplicación de la fotogrametría para el guiado de misiles de largo alcance hasta el final de la Segunda Guerra Mundial. Con posterioridad, trabajó en los Estados Unidos y en Suiza, llegando a ser una de las figuras más destacadas en el desarrollo de la geodesia por satélite, y contribuyendo a sentar las bases de lo que después serían los sistemas de posicionamiento por satélite como el GPS.

## Biografía
Nacido en Dresde en 1914, asistió a la Universidad Técnica de su ciudad natal, obteniendo su licenciatura en 1938. En la universidad, estudió bajo la tutela del profesor R. Hugershoff , un fotogrametrista señalado, y recibió su doctorado en 1941. Su tesis se tituló "Arbeit Ober Modellverbiegungen durch Restfehler der relativen Orientierung".
Hasta el final de la Segunda Guerra Mundial, trabajó en los sistemas de puntería de los misiles V1 y V2 en la base de Peenemünde.
Una vez finalizada la guerra, se traslada con von Braun y su grupo al "White Sands Proving Ground" de Nuevo México, al servicio del Ejército de Estados Unidos. Allí continuaron el trabajo de desarrollo y mejora del cohete V2, semilla del posterior programa espacial norteamericano y del sistema de misiles intercontinentales.
En 1950, Schmid fue transferido al Laboratorio de Investigación Balística del Ejército de Estados Unidos, el "Aberdeen Proving Ground", de Aberdeen (Maryland), donde permaneció hasta aceptar un puesto de ingeniero en el Laboratorio de Investigación y Desarrollo de Fort Belvoir (Virginia), en 1962.
En 1963 se trasladó de nuevo, esta vez al Servicio Costero y Geodésico de los Estados Unidos en Washington D. C., donde permaneció hasta retirarse de sus trabajos para el gobierno de los Estados Unidos en 1974.
Entre 1974 a 1984, Schmid ocupó el cargo de profesor de fotogrametría en el Instituto Geodésico y Fotogramétrico de la ETH Zúrich.
Falleció en Spokane (Washington) en 1998.

## Trabajos más relevantes

### Trabajos en Alemania
Schmid era un experto en el campo de la geodesia y de la fotogrametría, por lo que después de doctorarse, trabajó hasta el final de la Segunda Guerra Mundial en el proyecto de los sistemas de puntería y de guiado mediante métodos fotogramétricos de los misiles V1 y V2 en la base de Peenemünde, formando parte del equipo de Wernher von Braun.

### Trabajos en Estados Unidos
Después de la guerra y hasta 1959, participó en el desarrollo de la geodesia satelital, y sentó las bases teóricas para la aplicación de la fotogrametría analítica matricial.
Entre 1965 y 1978, dirigió investigaciones en el campo del análisis de fotografías de alta resolución. Otras contribuciones que hizo a la geodesia están relacionada con el ajuste de errores de sistemas de coordenadas, y con la optimización de las redes de triangulación. Alrededor de 1975 publicó un trabajo sistemático con la explicación de los medios necesarios para optimizar la transformación de coordenadas, así como el desarrollo de un método tridimensional para la generación de secciones mediante fotogrametría analítica.
Hellmut Schmid consiguió renombre internacional mediante su trabajo en la Red Mundial de triangulación por satélite, que desde 1969 hasta 1973 determinó la posición exacta de 46 estaciones terrestres mediante lecturas simultáneas de la posición del satélite Pageos.

#### Red Mundial de Geodesia Satelital
La cooperación internacional permitió completar en 1973 la primera red topográfica del mundo, utilizando 46 observatorios móviles emplazados estratégicamente en todos los continentes. Aunque la distancia media entre estaciones era de unos 4.000 km, Schmid diseñó los métodos necesarios para obtener precisiones de aproximadamente ± 6.4 metros.
Con esta red geodésica, se pudieron establecer por primera vez rutas intercontinentales de gran precisión. Mediante los 46 puntos de medida, el sistema era aproximadamente unas tres veces más preciso que los sistemas anteriores, en línea con la precisión de los sistemas actuales. En años posteriores, Schmid se centró en el problema de los errores sistemáticos a partir del análisis de los datos de medición.

## Escritos
Hellmut Schmid publicó más de 100 artículos en revistas especializadas, así como libros de texto dedicados a sus actividades.
- Über die Modelldeformationen, hervorgerufen durch Restfehler der gegenseitigen Orientierung. Dissertation. Technische Hochschule Dresden, 1941.
- A general analytical solution to the problem of photogrammetry. Ballistic Research Laboratories, Report No. 1065, USA 1959.
- mit Karl-Rudolf Koch: Error Study for the Determination of the Center of Mass of the Earth from Pageos Observations. ESSA Technical Memorandum CaGSTM7, Rockville, Maryland 1970.
- mit K. R. Koch: Geodetic Data. American Institute of Physics Handbook. New York 1972.
- A worldwide Network of Satellite Triangulation. In: Journal of Geophys. Res. USA 1973.
- Der Beitrag der Photogrammetrie zum heutigen Stand der Geodäsie. Mitt.-Heft 18. Institute of Geodesy and Photogrammetry, ETH Zürich 1975 (blaue Reihe).
- Ein allgemeiner Ausgleichungs-Algorithmus für die numerische Auswertung in der Photogrammetrie. Mitt.-Heft 22. ETH Zürich 1978.
- mit Siegfried Heggli: Räumliche Koordinatentransformation. Eine pseudo-lineare Formulierung als Annäherungslösung für eine strenge Ausgleichung mit entsprechendem Fortran-Programm. Mitt.-Heft 23. ETH Zürich 1978.
- con René Scherrer. Vom freien zum gelagerten Netz Anhang I+II: Anfelderung … minimalisierter Klaffungen; Numerische Beispiele. Mitt.-Heft 29. ETH Zürich 1980.
- con R. Conzett, H. J. Matthias (eds.) Ingenieurvermessung 80. 1, B9/1-B9/9, Dümmler, Bonn 1981.

## Honores
Durante su larga carrera, el Dr. Schmid recibió numerosos premios y distinciones:
- Premio Fairchild Photogrammetric (1958)
- Premio Robert H. Kent (1962) del Cuerpo de Artillería del Ejército de Estados Unidos
- Premio Talbot Abrams (1963, 1966) de la Sociedad Americana de Fotogrametría
- Medalla Colbert (1965), de la Sociedad de Ingenieros Militares Americanos
- Medalla de Oro del Departamento de Comercio de Estados Unidos(1966)
- Premio Brock (1968) de la Sociedad Internacional de Fotogrametría